# Tbilvino
Tbilvino ist eine private Weinkellerei in Tiflis, Georgien. Sie war bis 1998 in staatlichem Besitz, wurde dann privatisiert. Die Gründung erfolgte 1962.

## Önologische Methoden

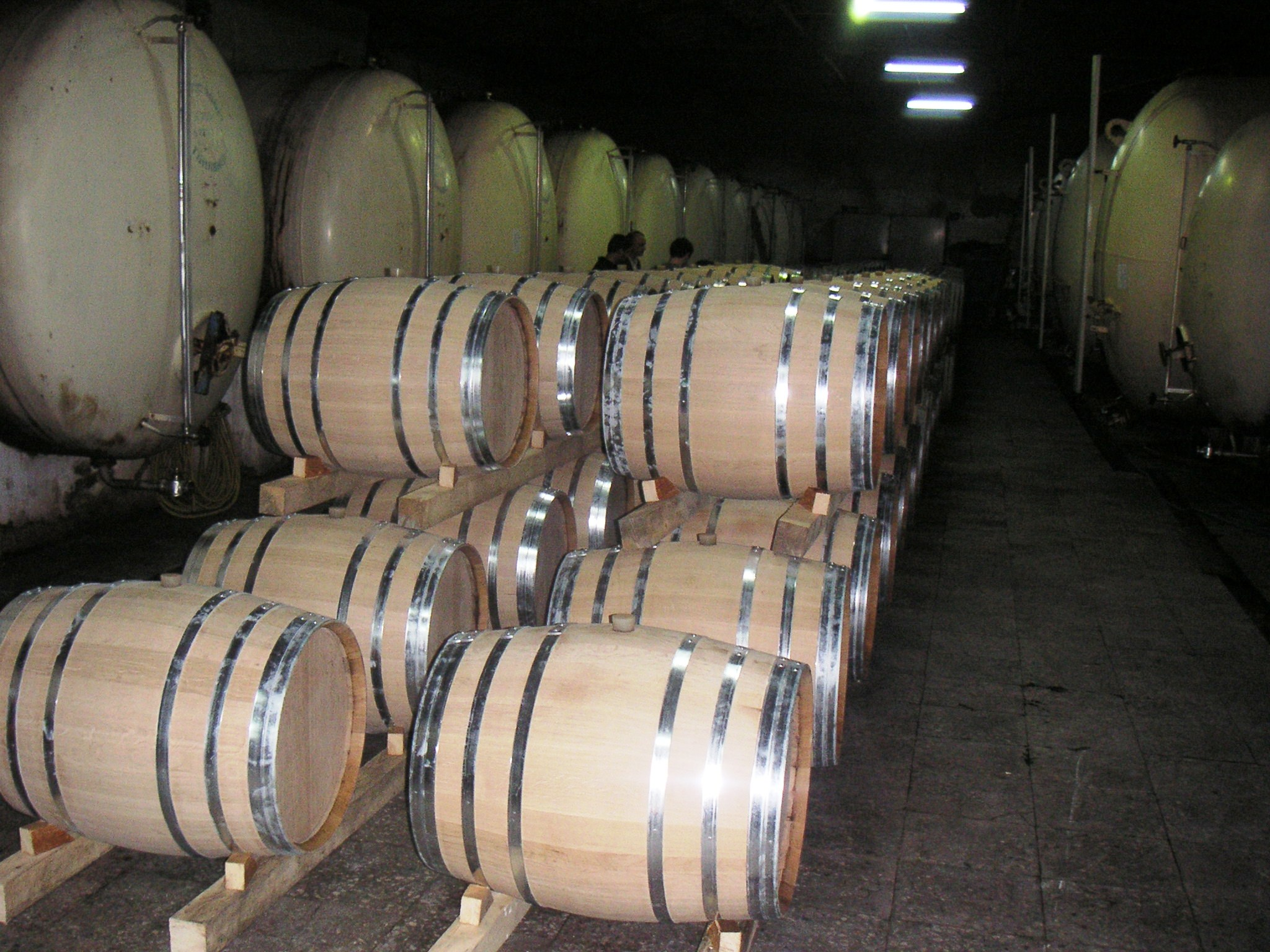
Barriquekeller Tbilvino

In den ersten Jahren der Unabhängigkeit Georgiens wurde noch nach dem alten System gewirtschaftet: Alles was die Bauern anlieferten, wurde ohne sonderliche Prüfung der Qualität und der Marktanforderungen ausgebaut und abgefüllt. Seit der Privatisierung werden nur noch ausgesuchte Trauben zugekauft und nach modernen önologischen Methoden vinifiziert. Hier wird auch der Zusatz von Eichenholzchips praktiziert, um die Weine dem Kundengeschmack nach abzurunden.

## Marktposition
Heute werden Tbilvino Weine unter anderem in die Schweiz vertrieben.